# Ромашки (Мелитопольский район)
Ромашки (укр. Ромашки) — село,
Фруктовский сельский совет,
Мелитопольский район,
Запорожская область,
Украина.
Бывшая немецкая колония Дармштадт. Население 156 человек (2001 год).

## Географическое положение
Село Ромашки находится на расстоянии в 2,5 км от села Долинское и в 4-х км от села Золотая Долина

## История
Колония Дармштадт была основана немцами-лютеранами в 1832 или 1840 году.
В 1857 году село состояло из 50 дворов и владело 3000 десятин земли. В 1886 году в Дармштадте было 65 дворов, работали школа и кирпичный завод.
До войны в селе находился колхоз «Дармштадт».
С 25 сентября до начала октября 1941 года, накануне оккупации Мелитопольского района немецкими войсками, органы НКВД провели операцию по депортации этнических немцев и меннонитов, проживающих в сёлах района.
В годы оккупации в Дармштадте была создана разведывательная школа, где готовились агенты-разведчики для немецкой армии.
От германской оккупации Дармштадт был освобождён 25 октября 1943 года.
В 1945 году Дармштадт был переименован в Переможное.
С 2004 года разрабатывались проекты по газификации села. В 2011 году были выделены необходимые средства, в сентябре — декабре 2011 года было проложено 13 км газопроводов среднего и высокого давления от Долинского на Ромашки и далее на Поляновку, и 28 декабря 2011 года в село начал поступать природный газ.

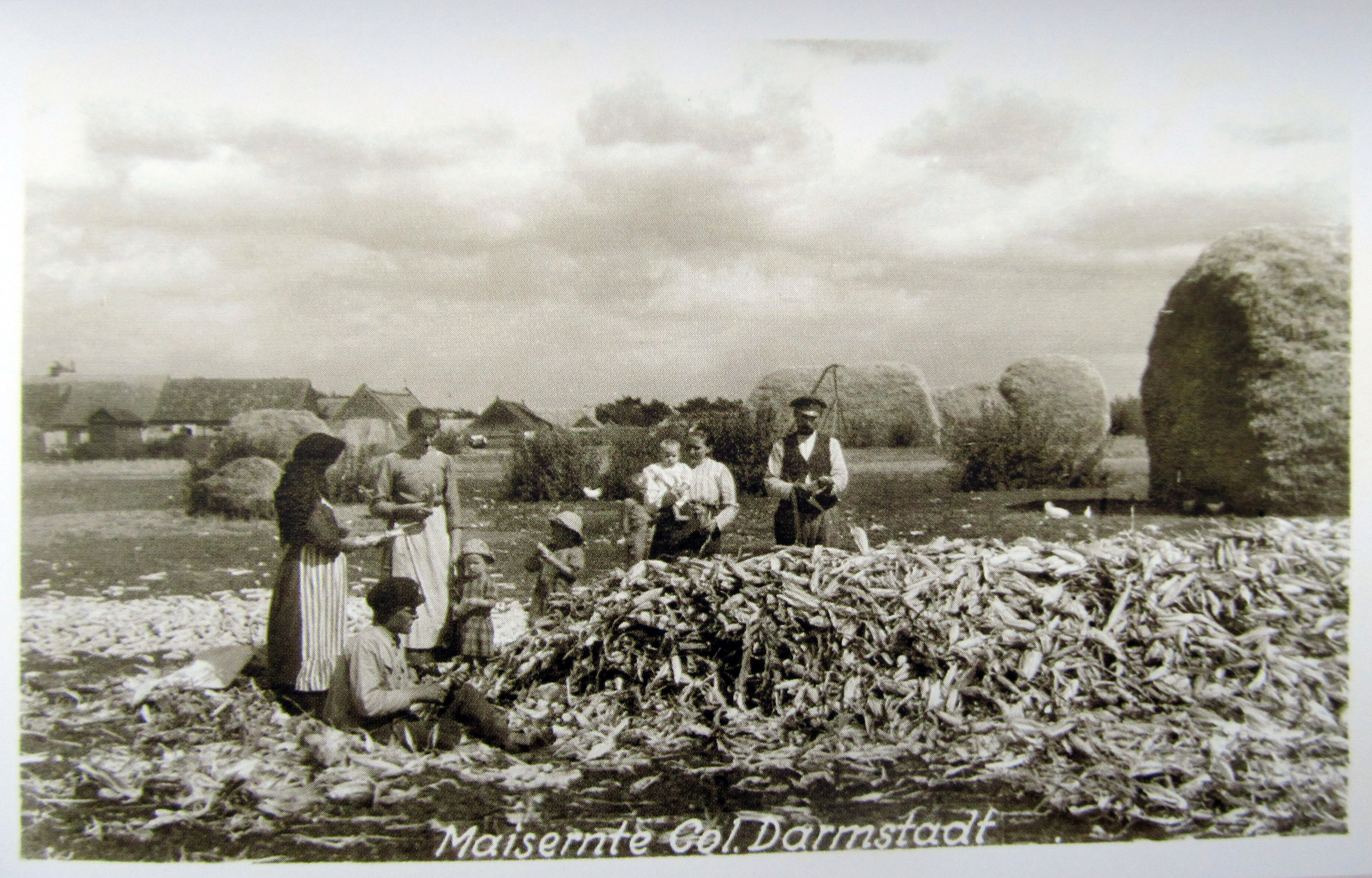
Сельскохозяйственные работы в колонии Дармштадт. 1918 год
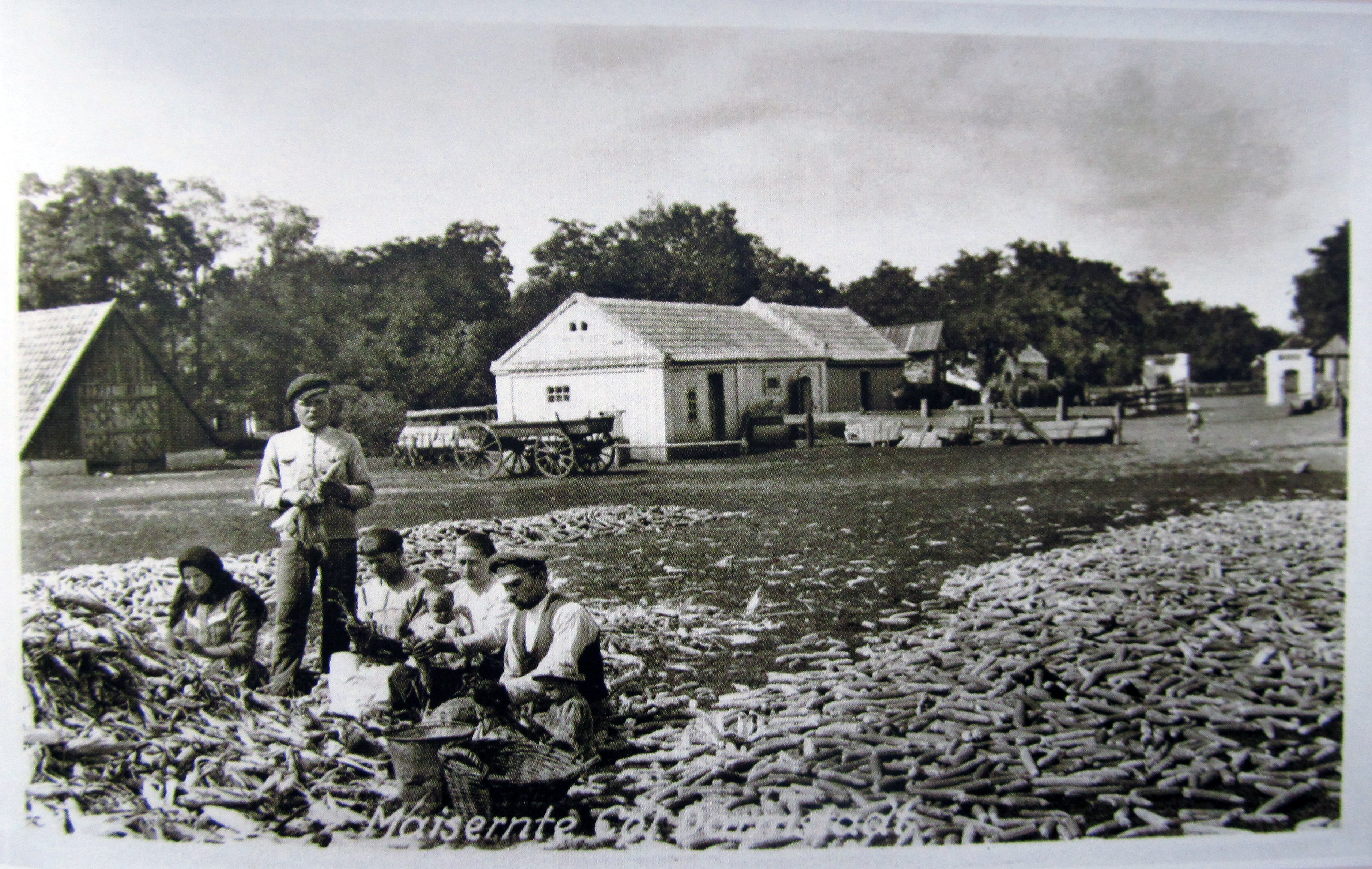
Обработка урожая кукурузы. Дармштадт, 1918 год
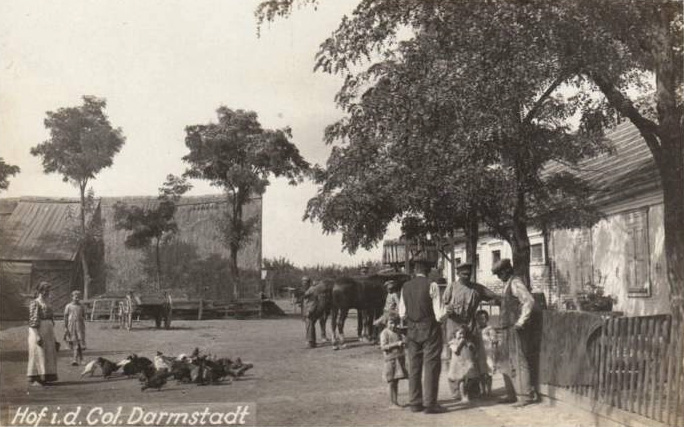